# Echinorhynchus (Moniliformidae)
Echinorhynchus, jedan od tri roda parazitskih crvakukaša iz porodice Moniliformidae, red Moniliformida, razred Archiacanthocephala. Obuhvaća tri vrste, to su.
- Echinorhynchus appendiculatus Westrumb, 1821
- Echinorhynchus myoxi Galli-Valerio, 1929
- Echinorhynchus pseudosegmentatus Knupffer, 1888

Isti naziv nose još dva roda, jedan iz porodice Oligacanthorhynchidae i drugi iz porodice Echinorhynchidae.